# Ерминия (иконопись)
Ерминия (греч. Ἑρμηνεία — разъяснение, истолкование) — особый род руководства по иконописи. Ерминии можно считать иконописными подлинниками, так как значительную их часть составляет справочник по иконографии, однако, в них также особое внимание уделяется технологии иконописи и включаются разделы по богословию иконы.
Наиболее известна греческая Ерминия Дионисия из Фурны (Дионисия Фурноаграфиота) начала XVIII века, которая была написана на основании более ранних источников — первая известная «Ерминия или Руководство стенному письму» была написана также на Афоне во второй половине XVI века.
В научный оборот греческую Ерминию ввёл французский исследователь Адольф Наполеон Дидрон (фр. Didron), обнаруживший рукопись в 1839 году у иконописцев на Афоне. Дидрон издал французский перевод. Годехард Шефер (нем. Godehard Schäfer) перевёл наставление с греческой копии на немецкий язык в 1865 году. Открытие рукописи считалось сенсацией, о чём свидетельствует, в частности, поздравительное письмо Виктора Гюго. Перевод Ерминии на русский выполнил в 1868 году епископ Порфирий (Успенский).

## Интересные факты
- Перевод Ерминии на французский язык был посвящён Виктору Гюго.
- Первооткрыватель Ерминии Дидрон критически относился к религиозному искусству восточной церкви, в частности, он полностью отказывал в свободе творчества иконописцам, считая их «рабами богословов».